# Jüdischer Friedhof Unterschwandorf

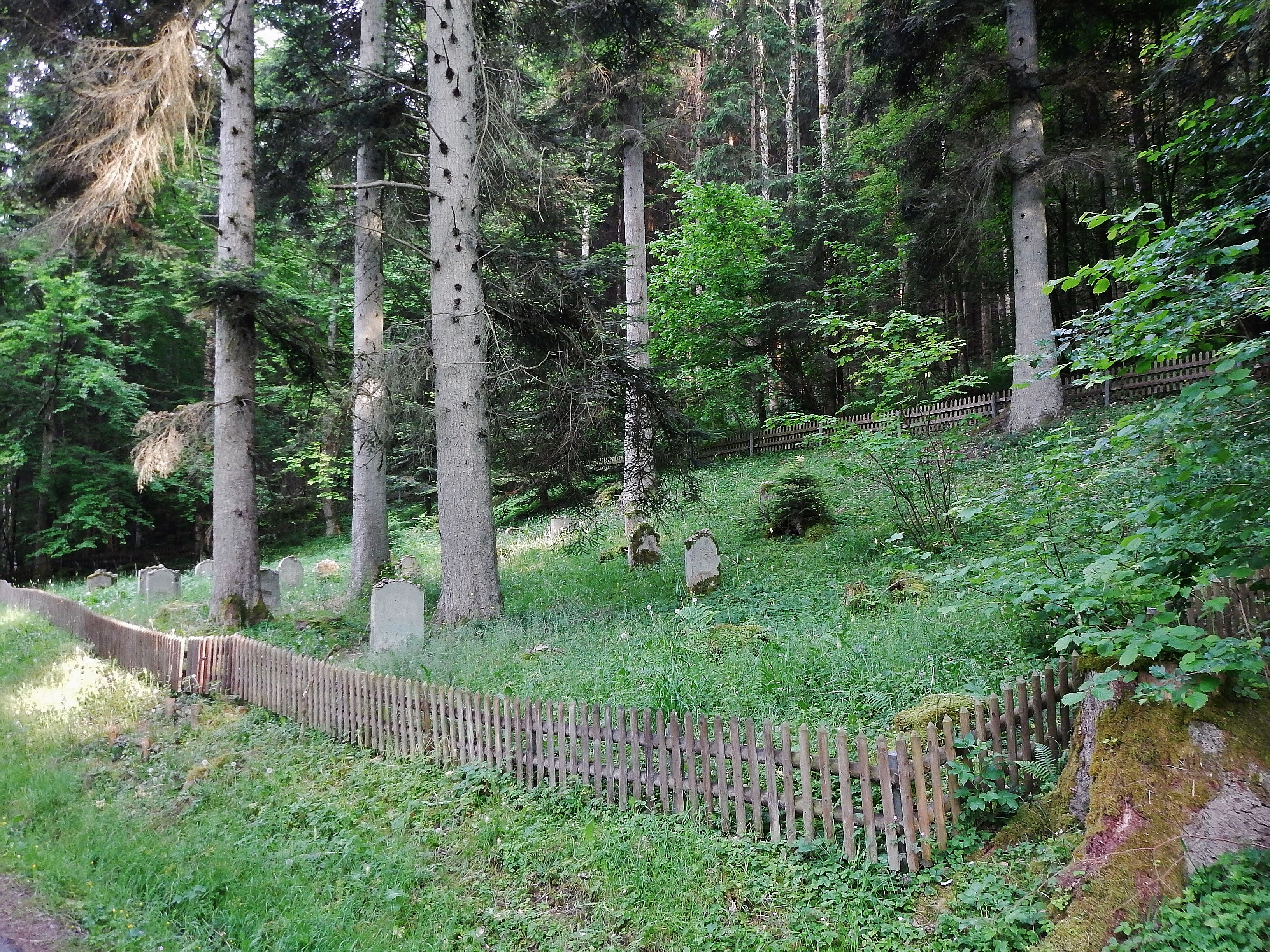
Jüdischer Friedhof Unterschwandorf

Der jüdische Friedhof Unterschwandorf in Haiterbach liegt im Waldachtal, etwa ein Kilometer östlich des Schlosses Unterschwandorf.

## Geschichte
In Unterschwandorf bestand im 19. Jahrhundert eine kleine jüdische Gemeinde. Die hoch verschuldeten Freiherren der Kechler von Schwandorf verkauften seit etwa 1750 Schutzbriefe an „Kolonisten“, die sich auf dem Rittergut ansiedeln wollten. Ab 1799 wurden auch für Juden Schutzbriefe ausgestellt. Den ersten Judenschutzbrief erwarben die „Goldarbeiter und Graveurs“ David Deßauer und sein Sohn Gottlieb [Moses] mit Familie und drei weitere jüdische Familien. 1801 wurde der Friedhof eingerichtet, der Bau einer kleinen Synagoge unterhalb des Schlosses erfolgte 1803. Für den Friedhof wurde vom Freiherrn im Gewann Winterhalde an der damaligen Straße nach Iselshausen–Nagold eine kleine, etwa 6,34 Ar große Fläche verpachtet und abgezäunt. Nachdem sich ab 1850 die jüdische Gemeinde Unterschwandorf mehr und mehr aufgelöst hatte, fand 1878 dort die letzte Beerdigung statt. Viele Gräber und Grabsteine sind in der Folgezeit abhandengekommen. 1969 wurde der Friedhof instand gesetzt, 1971 ging die Pflege von der Gemeinde Unterschwandorf auf die Stadt Haiterbach über. 1990 bis 1992 wurde der Friedhof und das jüdische Leben von Schülern des Otto-Hahn-Gymnasiums in Nagold umfassend dokumentiert. Der Weg zum Friedhof ist ausgeschildert, 17 Grabsteine sind, z. T. nur fragmentarisch, erhalten. Darunter befindet sich auch das Grab von Gottlieb [Moses] Deßauer, der bis zu seinem Tod 1842 der Vorsteher der jüdischen Gemeinde Unterschwandorf war.